# Kalanchoe adelae
Kalanchoe adelae ist eine Pflanzenart der Gattung Kalanchoe in der Familie der Dickblattgewächse (Crassulaceae).

## Beschreibung

### Vegetative Merkmale
Kalanchoe adelae ist eine ausdauernde, vollständig kahle Pflanze, die Wuchshöhen von 30 bis 60 Zentimeter erreicht. Ihre einfachen, stielrunden, kräftigen, aufrechten Triebe sind an ihrer Basis verholzt. Die fleischigen Laubblätter sind sitzend. Die längliche Blattspreite ist 7 bis 18 Zentimeter lang und 2,5 bis 5,5 Zentimeter breit. Ihre Spitze ist stumpf und die Basis verbreitert. Der Blattrand ist unregelmäßig gekerbt bis gezähnt.

### Generative Merkmale
Der lockere Blütenstand ist rispig bis ebensträußig. Die hängenden Blüten stehen an 10 bis 15 Millimeter langen Blütenstielen. Der Kelch ist glockenförmig und die Kelchröhre 3 bis 4,5 Millimeter lang. Die eiförmigen bis dreieckigen, zugespitzten Kelchzipfel tragen ein leicht aufgesetztes Spitzchen. Sie sind 4 bis 8,5 Millimeter lang und 3,5 bis 4,5 Millimeter breit. Die Blütenkrone ist glockig-röhrig und die Kronröhre 13 bis 15,5 Millimeter lang. Ihre eiförmig-runden, stumpfen Kronzipfel tragen ein aufgesetztes Spitzchen. Sie weisen eine Länge von 3,5 bis 5,2 Millimeter auf und sind 3,5 bis 5,2 Millimeter breit. Die Staubblätter sind unterhalb der Mitte der Kronröhre angeheftet. Die oberen Staubblätter ragen leicht aus der Blüte heraus. Die halbrunden, ausgerandeten Nektarschüppchen weisen eine Länge von 0,7 bis 1 Millimeter auf und sind 1 bis 1,2 Millimeter breit. Das länglich lanzettliche Fruchtblatt weist eine Länge von 7 bis 8,5 Millimeter auf. Der Griffel ist 6 bis 9,5 Millimeter lang.

## Systematik und Verbreitung
Kalanchoe adelae ist auf den Komoren verbreitet.
Die Erstbeschreibung durch Raymond-Hamet wurde 1907 veröffentlicht.

## Nachweise